# Антон Фугер фон Бабенхаузен
Антон (Антониус) де Падуа Анселм Мария Йозеф Йоханес Непомук Карл Хилариус Фугер фон Бабенхаузен (на немски: Anton Anselm, 2. Fürst Fugger von Babenhausen; Antonius de Padua Anselm Maria Joseph Johannes Nepomuk Carl Hilarius Fürst Fugger von Babenhausen; * 13 януари 1800 в дворец Бабенхаузен; † 28 май 1836 в Бабенхаузен) е 2. имперски княз на Фугер-Бабенхаузен в Долен Алгой, Бавария. От 1821 г. той е шеф на род Фугер-Бабенхаузен, също племенен господар и наследствен имперски съветник в Кралство Бавария (1822 – 1834).
Той е син на 1. имперски княз Анселм Мария Фугер фон Бабенхаузен (1766 – 1821) и съпругата му принцеса Мария Антония Елизабета фон Валдбург-Цайл-Вурцах (1774 – 1814), дъщеря на княз Еберхард I фон Валдбург-Цайл-Вурцах (1730 – 1807) и графиня Мария Катарина Фугер-Кирхберг-Вайсенхорн (1744 – 1796).
Княз Антон умира след дълго боледуване на 28 май 1836 г. на 36 години. Наследява го най-големият му син Леополд.

## Фамилия
Антон Фугер фон Бабенхаузен се жени на 20 октомври 1825 г. в Бабенхаузен за принцеса Франциска Ксаверия Валбурга Хенриета Каролина Констанца фон Хоенлое-Бартенщайн-Ягстберг (* 29 август 1807, дворец Халтенбергщетен; † 27 октомври 1873, Аугсбург, погребана в Бабенхаузен), дъщеря на княз Карл фон Хоенлое-Ягстберг (1766 – 1838) и херцогиня Хенриета Шарлота фон Вюртемберг (1767 – 1817), дъщеря на херцог Лудвиг Евгений фон Вюртемберг. Те имат пет деца:
- Мария Терезия Шарлота Еуфемия (* 26 август 1826, Аугсбург; † 5 януари 1884; погребана в Бабенхаузен)
- Леополд Карл Франц Сераф Мария Анселм (* 4 октомври 1827, Бабенхаузен; † 10 април 1885, Аугсбург), 3. княз, женен на 10 януари 1857 г. за графиня Анна фон Гатербург (* 30 януари 1838, Залцбург; † 14 юли 1903, Калксбург)
- Карл Лудвиг Мария Йозеф Анселм Андреас (* 4 февруари 1829, Бабенхаузен; † 12 май 1906, Бабенхаузен), 4. княз, женен на 8 октомври 1855 г. в Клагенфурт за графиня Фридерика Кристалниг (* 27 май 1832, Клагенфурт; † 17 юни 1888, Клагенфурт)
- Мария Евгения Хенриета Йохана Валбургис Елизабет (* 5 ноември 1833, Бабенхаузен; † 7 февруари 1853)
- Фридрих Антон Густав Филип Конрад граф Фугер фон Бабенхаузен (* 26 ноември 1836, Бабенхаузен; † 5 февруари 1907, Мюнхен), женен на 24 юни 1872 г. във Виена за Мария фрайин фон Гуденус (* 19 октомври 1848, Мюлбах; † 4 май 1918, Мюнхен)